# Spædbarnets Bevægelser
|  | Denne artikel er oprettet af botten PalnaBot ud fra en ekstern database. Den kan derfor have sproglige fejl eller mangler. Denne skabelon kan fjernes efter kontrol af indholdet. |

Spædbarnets Bevægelser er en film med ukendt instruktør.

## Handling
Det nyfødte barns første bevægelser - Gråd som lungegymnastik - Sovestilling - Fingerbevægelser - Arm- og benbevægelser - Træning af bugmusklerne - Træning af nakke og ryg - Bevægelserne bliver mere sikre - Rytmiske øvelser - Kravlebevægelser - Forsøg på at rejse sig op - Gang med støtte - Fri gang.